# Stephanie Coorevits

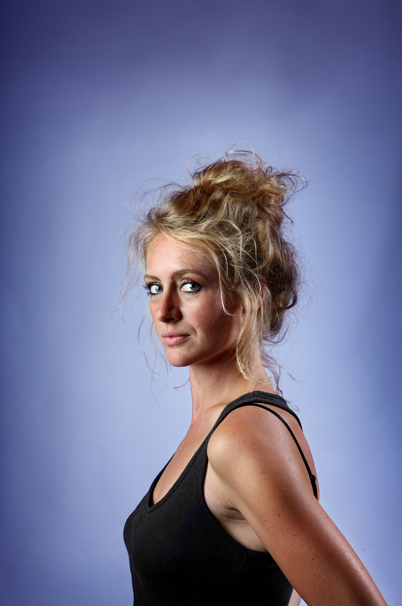
Stephanie Coorevits

Stephanie Coorevits (Kortrijk, 1984) is een Belgisch televisiepresentatrice.
Coorevits is kinderpsycholoog en zus van ex-Miss België Annelien Coorevits. Ze groeide samen met haar twee zussen en broer op in Wevelgem. Coorevits studeerde op achttienjarige leeftijd klinische psychologie aan de Katholieke Universiteit Leuven.

## Televisiewerk
In 2013 nam Coorevits deel aan het VTM-programma De beste hobbykok van Vlaanderen, waarmee ze bekendheid verwierf.
Samen met haar zus presenteerde ze in 2013 een deel van het programma Vlaanderen Vakantieland, waarin 64 West-Vlaamse chefs een ode brachten aan hun regio.
Hiernaast nam ze ook deel aan het programma Beste vrienden (waar ze samen met haar zus de vierde plaats behaalde), Be You (tiful) en De slimste mens ter wereld (2015) en zal ze meewerken aan de nieuwe editie van Temptation Island, die in 2016 door de zender VIJF zal worden uitgezonden.

### De beste hobbykok van Vlaanderen
Coorevits was te zien in het VTM-programma De beste hobbykok van Vlaanderen, waarin ze het in de finale opnam tegen Bram Bonamie. In de finaleaflevering moesten de finalisten een zelf samengesteld viergangenmenu bestaande uit een amuse, voorgerecht, hoofdgerecht en dessert voorstellen aan sterrenchefs Gert De Mangeleer en Sergio Herman. Zij kozen op basis van dit menu en een extra opdracht Bonamie uit als de uiteindelijke winnaar van het programma.
In de nasleep van het programma schreef Coorevits het boek Love cooking. Gezondig koken, uitgegeven door Stichting kunstboek. Hierin brengt ze naast recepten ook anekdotes uit haar persoonlijke leven naar voren.

### Temptation Island
Zender VIJF zal begin 2016 een nieuwe reeks van het in 2009 populaire Temptation Island uitzenden, een realityprogramma waarin koppels hun relatie op het spel zetten tijdens een relatietest. Annelien Coorevits zal het programma presenteren, maar krijgt hulp van haar zus Stephanie, die de kandidaten screent en bepaalt wie capabel is om al dan niet deel te nemen.

### Overzicht
- Celebrity Klopjacht (2024) - als kandidate samen met Annelien Coorevits
- The Big Bang (2023) - als kandidate samen met Annelien Coorevits
- Vrede op Aarde (2018-2019)
- De Slimste Mens ter Wereld (2015) - als kandidate
- Beste Vrienden (2014) - als kandidate samen met Annelien Coorevits
- De beste hobbykok van Vlaanderen (2013) - als kandidate